# Woumbou
Woumbou est un village aurifère du Cameroun situé dans la région de l'Est et le département du Lom-et-Djérem. Il fait partie de l'arrondissement de Ngoura.

## Population
En 1966, Woumbou comptait 319 habitants, principalement des Baya. Lors du recensement de 2005, on y a dénombré 1 264 personnes.

## Ressources
On y exploite une petite mine d'or.

## Infrastructures
Woumbou dispose d'une école protestante et d'un centre de santé (CSI), créés en 1957 par les premiers missionnaires arrivés après le départ des administrateurs coloniaux et orpailleurs.